# Internet Control Message Protocol
ICMP, sigla para o inglês Internet Control Message Protocol (em português, Protocolo de Mensagens de Controle da Internet), é um protocolo integrante do Protocolo IP, definido pelo RFC 792, é utilizado para comunicar informações da camada de rede, sendo o uso mais comum para fornecer relatórios de erros à fonte original. Qualquer computador que utilize IP precisa aceitar as mensagens ICMP e alterar o seu comportamento de acordo com o erro relatado. Os gateways devem estar programados para enviar mensagens ICMP quando receberem datagramas que provoquem algum erro.
As mensagens ICMP geralmente são enviadas automaticamente em uma das seguintes situações:
- Um pacote IP não consegue chegar ao seu destino (i.e. Tempo de vida do pacote expirado)
- O Gateway não consegue retransmitir os pacotes na frequência adequada (i.e. Gateway congestionado)
- O Roteador ou Encaminhador indica uma rota melhor para a máquina a enviar pacotes.

Ferramentas comumente usadas em Windows baseadas nesse protocolo são: Ping e Traceroute.

## Frames ICMP (1)
- Echo Request / Reply
Mensagens para funções de teste e controle da rede, caso a maquina esteja ligada ira responder com um reply e se estiver inalcançavel request;
Usadas pelo comando PING
- Destination Unreachable
Enviado por um router que deixa fora um Datagrama;

Tipo de mensagem que é obtida quando não se consegue localizar o equipamento alvo;
(nem todos os datagramas perdidos são detectados)
- CODE - Indica a razão da perda do datagrama
- Timestamp Request / Reply
Mensagens para sincronização dos relógios das máquinas

## Estrutura de um datagrama ICMP
Os pacotes ICMP são encapsulados dentro de datagramas IPv4 composto pelas secções cabeçalho (header) e dados.

### Cabeçalho (Header)
Este começa no final do cabeçalho IPv4 e é constituído por 8 bytes.

#### Tipo (Type)
O tipo de mensagem ICMP, ver Mensagens de controle.

#### Código (Code)
O código (subtipo) da mensagem ICMP, ver Mensagens de controle.

#### Checksum(Soma de verificação)
Especificado em RFC 1071, é uma soma de verificação da integridade dos dados, calculado a partir do cabeçalho e dos dados do pacote ICMP.

#### Resto do cabeçalho (Rest of Header)
Um campo de 4 bytes, de conteúdo variado dependendo do tipo e código ICMP.
| Offsets | Byte | 0                                   | 0                                   | 0                                   | 0                                   | 0                                   | 0                                   | 0                                   | 0                                   | 1                                   | 1                                   | 1                                   | 1                                   | 1                                   | 1                                   | 1                                   | 1                                   | 2                                   | 2                                   | 2                                   | 2                                   | 2                                   | 2                                   | 2                                   | 2                                   | 3                                   | 3                                   | 3                                   | 3                                   | 3                                   | 3                                   | 3                                   | 3                                   |
| Byte    | Bit  | 0                                   | 1                                   | 2                                   | 3                                   | 4                                   | 5                                   | 6                                   | 7                                   | 8                                   | 9                                   | 10                                  | 11                                  | 12                                  | 13                                  | 14                                  | 15                                  | 16                                  | 17                                  | 18                                  | 19                                  | 20                                  | 21                                  | 22                                  | 23                                  | 24                                  | 25                                  | 26                                  | 27                                  | 28                                  | 29                                  | 30                                  | 31                                  |
| ------- | ---- | ----------------------------------- | ----------------------------------- | ----------------------------------- | ----------------------------------- | ----------------------------------- | ----------------------------------- | ----------------------------------- | ----------------------------------- | ----------------------------------- | ----------------------------------- | ----------------------------------- | ----------------------------------- | ----------------------------------- | ----------------------------------- | ----------------------------------- | ----------------------------------- | ----------------------------------- | ----------------------------------- | ----------------------------------- | ----------------------------------- | ----------------------------------- | ----------------------------------- | ----------------------------------- | ----------------------------------- | ----------------------------------- | ----------------------------------- | ----------------------------------- | ----------------------------------- | ----------------------------------- | ----------------------------------- | ----------------------------------- | ----------------------------------- |
| 0       | 0    | Tipo                                | Tipo                                | Tipo                                | Tipo                                | Tipo                                | Tipo                                | Tipo                                | Tipo                                | Código                              | Código                              | Código                              | Código                              | Código                              | Código                              | Código                              | Código                              | Checksum                            | Checksum                            | Checksum                            | Checksum                            | Checksum                            | Checksum                            | Checksum                            | Checksum                            | Checksum                            | Checksum                            | Checksum                            | Checksum                            | Checksum                            | Checksum                            | Checksum                            | Checksum                            |
| 4       | 32   | Resto do Cabeçalho (Rest of Header) | Resto do Cabeçalho (Rest of Header) | Resto do Cabeçalho (Rest of Header) | Resto do Cabeçalho (Rest of Header) | Resto do Cabeçalho (Rest of Header) | Resto do Cabeçalho (Rest of Header) | Resto do Cabeçalho (Rest of Header) | Resto do Cabeçalho (Rest of Header) | Resto do Cabeçalho (Rest of Header) | Resto do Cabeçalho (Rest of Header) | Resto do Cabeçalho (Rest of Header) | Resto do Cabeçalho (Rest of Header) | Resto do Cabeçalho (Rest of Header) | Resto do Cabeçalho (Rest of Header) | Resto do Cabeçalho (Rest of Header) | Resto do Cabeçalho (Rest of Header) | Resto do Cabeçalho (Rest of Header) | Resto do Cabeçalho (Rest of Header) | Resto do Cabeçalho (Rest of Header) | Resto do Cabeçalho (Rest of Header) | Resto do Cabeçalho (Rest of Header) | Resto do Cabeçalho (Rest of Header) | Resto do Cabeçalho (Rest of Header) | Resto do Cabeçalho (Rest of Header) | Resto do Cabeçalho (Rest of Header) | Resto do Cabeçalho (Rest of Header) | Resto do Cabeçalho (Rest of Header) | Resto do Cabeçalho (Rest of Header) | Resto do Cabeçalho (Rest of Header) | Resto do Cabeçalho (Rest of Header) | Resto do Cabeçalho (Rest of Header) | Resto do Cabeçalho (Rest of Header) |

### Dados
O tamanho da secção dos dados de um pacote ICMP é variável. As mensagens de erro ICMP contêm uma cópia do cabeçalho IPv4 completo, bem como pelo menos 8 bytes dos dados provenientes do mesmo datagrama IPv4 que causou a mensagem de erro. O tamanho máximo de uma mensagem ICMP é de 576 bytes.

## Mensagens de controle
As mensagens de controle são identificadas pelo valor no campo tipo, o campo código fornece informação contextual adicional para a mesma. Desde a implementação do protocolo ICMP, algumas mensagens de controle foram postas em desuso.
| Tipo                                  | Código | Estado         | Descrição                                                                      |
| ------------------------------------- | ------ | -------------- | ------------------------------------------------------------------------------ |
| 0 – Echo Reply:14                     | 0      |                | Resposta Echo (usado para fazer ping)                                          |
| 1 and 2                               |        | não atribuídos | Reservado                                                                      |
| 3 – Destination Unreachable:4         | 0      |                | Rede de destino inacessível                                                    |
| 3 – Destination Unreachable:4         | 1      |                | Máquina de destino inacessível                                                 |
| 3 – Destination Unreachable:4         | 2      |                | Protocolo de destino inacessível                                               |
| 3 – Destination Unreachable:4         | 3      |                | Porta de destino inacessível                                                   |
| 3 – Destination Unreachable:4         | 4      |                | Fragmentação necessária mas impossível devido à bandeira (flag) DF             |
| 3 – Destination Unreachable:4         | 5      |                | Falha na rota de origem                                                        |
| 3 – Destination Unreachable:4         | 6      |                | Rede de destino desconhecida                                                   |
| 3 – Destination Unreachable:4         | 7      |                | Máquina de destino desconhecida                                                |
| 3 – Destination Unreachable:4         | 8      |                | Source host isolated                                                           |
| 3 – Destination Unreachable:4         | 9      |                | Network administratively prohibited                                            |
| 3 – Destination Unreachable:4         | 10     |                | Host administratively prohibited                                               |
| 3 – Destination Unreachable:4         | 11     |                | Rede inacessível para ToS                                                      |
| 3 – Destination Unreachable:4         | 12     |                | Máquina inacessível para ToS                                                   |
| 3 – Destination Unreachable:4         | 13     |                | Communication administratively prohibited                                      |
| 3 – Destination Unreachable:4         | 14     |                | Host Precedence Violation                                                      |
| 3 – Destination Unreachable:4         | 15     |                | Precedence cutoff in effect                                                    |
| 4 – Source Quench                     | 0      | deprecada      | Source quench (congestion control)                                             |
| 5 – Redirect Message                  | 0      |                | Redirecionamento do datagrama para a rede.                                     |
| 5 – Redirect Message                  | 1      |                | Redirecionamento do datagrama para a máquina                                   |
| 5 – Redirect Message                  | 2      |                | Redirecionamento do datagrama para o ToS & rede                                |
| 5 – Redirect Message                  | 3      |                | Redirecionamento do datagrama para o ToS & máquina                             |
| 6                                     |        | deprecada      | Alternate Host Address                                                         |
| 7                                     |        | não atribuído  | Reservado                                                                      |
| 8 – Echo Request                      | 0      |                | Echo request (used to ping)                                                    |
| 9 – Router Advertisement              | 0      |                | Router Advertisement                                                           |
| 10 – Router Solicitation              | 0      |                | Router discovery/selection/solicitation                                        |
| 11 – Time Exceeded:6                  | 0      |                | TTL expired in transit                                                         |
| 11 – Time Exceeded:6                  | 1      |                | Fragment reassembly time exceeded                                              |
| 12 – Parameter Problem: Bad IP header | 0      |                | Pointer indicates the error                                                    |
| 12 – Parameter Problem: Bad IP header | 1      |                | Opção obrigatória em falta                                                     |
| 12 – Parameter Problem: Bad IP header | 2      |                | Bad length                                                                     |
| 13 – Timestamp                        | 0      |                | Timestamp                                                                      |
| 14 – Timestamp Reply                  | 0      |                | Timestamp reply                                                                |
| 15 – Information Request              | 0      | deprecada      | Information Request                                                            |
| 16 – Information Reply                | 0      | deprecada      | Information Reply                                                              |
| 17 – Address Mask Request             | 0      | deprecada      | Pedido da mascara do endereço                                                  |
| 18 – Address Mask Reply               | 0      | deprecada      | Resposta da mascara do endereço                                                |
| 19                                    |        | reserved       | Reservada para segurança                                                       |
| 20 through 29                         |        | reservadas     | Reserved for robustness experiment                                             |
| 30 – Traceroute                       | 0      | deprecada      | Information Request                                                            |
| 31                                    |        | deprecada      | Datagram Conversion Error                                                      |
| 32                                    |        | deprecada      | Mobile Host Redirect                                                           |
| 33                                    |        | deprecada      | Where-Are-You (originalmente destinado para IPv6)                              |
| 34                                    |        | deprecada      | Here-I-Am (originalmente destinado para IPv6)                                  |
| 35                                    |        | deprecada      | Mobile Registration Request                                                    |
| 36                                    |        | deprecada      | Mobile Registration Reply                                                      |
| 37                                    |        | deprecada      | Domain Name Request                                                            |
| 38                                    |        | deprecada      | Domain Name Reply                                                              |
| 39                                    |        | deprecada      | SKIP Algorithm Discovery Protocol, Simple Key-Management for Internet Protocol |
| 40                                    |        |                | Photuris, Security failures                                                    |
| 41                                    |        | experimental   | ICMP for experimental mobility protocols such as Seamoby [RFC4065]             |
| 42 – Extended Echo Request            | 0      |                | Sem erros                                                                      |
| 43 – Extended Echo Reply              | 0      |                | Sem erros                                                                      |
| 43 – Extended Echo Reply              | 1      |                | Pedido mal formado                                                             |
| 43 – Extended Echo Reply              | 2      |                | Interface desconhecida                                                         |
| 43 – Extended Echo Reply              | 3      |                | No Such Table Entry                                                            |
| 43 – Extended Echo Reply              | 4      |                | Múltiplas interfaces satisfazem o pedido                                       |
| 44 through 252                        |        | não atribuídos | Reservado                                                                      |
| 253                                   |        | experimental   | RFC3692-style Experiment 1 (RFC 4727)                                          |
| 254                                   |        | experimental   | RFC3692-style Experiment 2 (RFC 4727)                                          |
| 255                                   |        | reservado      | Reservado                                                                      |